# Trichocerota cupreipennis
Trichocerota cupreipennis is een vlinder uit de familie wespvlinders (Sesiidae), onderfamilie Tinthiinae.
Trichocerota cupreipennis is voor het eerst wetenschappelijk beschreven door Walker in 1865. De soort komt voor in het Oriëntaals gebied.